# ویلهلم هاسنکلور

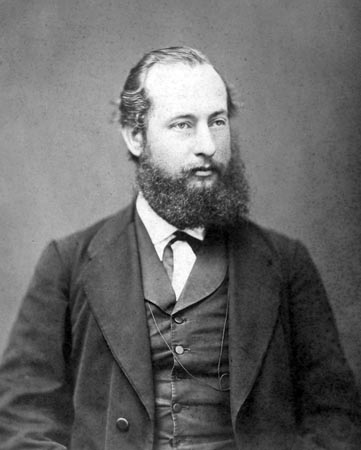
ویلهلم هاسنکلور، تصویری که در سال ۱۸۸۴ گرفته شده‌است

ویلهلم هاسنکلور (۱۹ آوریل ۱۸۳۷، در آرنسبرگ، استان وستفالیا - ۳ ژوئیه ۱۸۸۹، در برلین-شونبرگ) یک سیاستمدار آلمانی بود. وی در اصل تاجر دباغی بود اما بعداً روزنامه‌نگار و نویسنده شد. با این حال، وی بیشتر به خاطر کارهای سیاسی خود در حزب سوسیال دموکرات آلمان (SPD) مشهور است.

## زندگی
ویلهلم هاسنکلور فرزند دباغی مستقل بود. این خانواده ریشه‌های معترض داشتند و به آرنسبرگ کاتولیک مهاجرت کرده بودند. تجارت دباغی را از والدینش فرا گرفت. در سال ۱۸۵۷/۵۸ وی مجبور به یک سال خدمت سربازی شد. در سال ۱۸۵۹، دوره دیگری از خدمت نظامی با ارتش پروس در دوسلدورف و کلن دنبال کرد.
در این بین هاسنکلور مانند بسیاری از صنعتگران آن زمان راهی جاده شد و مشاغل کوتاه مدت مختلفی را به عهده گرفت و از بیشتر کشورهای عضو کنفدراسیون آلمان شمالی، سوئیس، شمال ایتالیا و جنوب فرانسه بازدید کرد. تجربیات وی، که او را از مشکلات پرولتاریا آگاه می‌کرد، تأثیر زیادی بر موضع سیاسی بعدی او داشت.

## به عنوان نویسنده
کار هاسنکلور به عنوان یک نویسنده فراتر از انتشارات متعدد در روزنامه‌ها و مجلات بود، که بسیاری از آنها را خودش تأسیس کرده بود. رساله‌های مختلف او بر روی مشکلات اجتماعی و سیاسی توجه داشت، اما همچنین رمان، شعر و آهنگ، که در آن کارگران با احساسی پر از خطاب ترحم بود هم نوشت، ریشه شعرهای او شعرهای سیاسی ورمرز بود و بیشتر سیاسی بود تا هنری. با این حال، هاسنکلور در سیاست نسبت به دیگر سوسیالیست‌های برجسته آن زمان معتدل‌تر قلمداد می‌شد.
در داخل حزب، یکی از بحث برانگیزترین کارهای وی رساله " Der Wahrheit die Ehre"(حقیقت محترم است) بود. گزارشی دربارهٔ مسئله یهودیان در آلمان که وی در سال ۱۸۸۱ با نام قلم"ویلهلم رول" منتشر کرد. در آن، هاسنکلور به موضع نژادپرستانه و یهودستیزی آدولف استوکر، که حزب سوسیال مسیحی (Christlich-soziale Partei) را برای ترویج یک برنامه ضد یهود از نظر سیاسی تأسیس کرده بود، پرداخت. با این حال، با انتقاد از این "جنبش"، که سعی به جذب رای‌دهندگان سوسیال دموکرات داشت هاسنکلور، تعصب ضدیهودی نهفته خود را پنهان نکرد، که منجر به انتقاد سایر اعضای برجسته حزب شد، آنها این کار را تهدیدی علیه حزب برای رهایی و جذب یهودیان دانستند.

## آثار
- " Über die Beeinflussung des Arbeiterstandes durch die gegenwärtige Presse " ("دربارهٔ تأثیر مطبوعات فعلی بر طبقه کارگر")، هایدلبرگ ۱۸۶۴.
- " Erlebtes - Skizzen und Novellen " ("تجارب - طرح‌ها و رمان ها")، لایپزیگ ۱۸۷۷.
- " ارلبتس. Erinnerungen aus dem Soldatenleben 1857 bis 1871 "(" تجارب. خاطرات زندگی به عنوان سرباز ۱۸۵۷ تا ۱۸۷۱ ")، لایپزیگ ۱۸۷۷.
- " لیبی، لبن، کامف. Gedichte "(" عشق، زندگی، مبارزه. شعرها ")، هامبورگ ۱۸۷۸.
- " Noch einmal Herr Findel und die Socialdemokratie " ("بار دیگر آقای فایندل و سوسیال دموکراسی")، لایپزیگ ۱۸۸۰.
- " Der Wahrheit die Ehre - Ein Beitrag zur Judenfrage in Deutschland " ("حقیقت محترم است. ") مقاله ای دربارهٔ مسئله یهودیان در آلمان ")، نورنبرگ ۱۸۸۱ (با نام قلم ویلهلم رول منتشر شد).
- ادوارد برنشتاین: Die Geschichte der Berliner Arbeiterbewegung.. Berlin 1907. (به آلمانی)
- Franz Mehring: Die Geschichte der deutschen Sozialdemokratie. Dietz, Berlin 1898، 1980. (به آلمانی)
- لودر هید، کلاوس-دیتر وینشن، الیزابت هید (ناشران): ویلهلم هاسنکلور. Reden und Schriften. دیتز، بن ۱۹۸۹.شابک ‎۳−۸۰۱۲−۱۱۳۰−۴ (به آلمانی)
- گئورگ اکرت (ناشر): ویلهلم لیبکنشت. Briefwechsel mit deutschen Sozialdemokraten. 1862 bis 1878. جلد. 1. Assen ۱۹۷۳.شابک ‎۹۰−۲۳۲−۰۸۵۸−۷ (به آلمانی)
- Ludger Heid: Pazifist - Patriot - Parlamentarier. Wilhelm Hasenclever in der antimilitaristischen Tradition der deutschen Arbeiterbewegung. در: ویلهلم هاسنکلور. اربلتس ، منتشر شده توسط لودگر هید و دیگران. F. Franke, Arnsberg 1987. (به آلمانی)
- آن روزکوهل: ویلهلم هاسنکلور . Westfalen im Bild. Bildmediensammlung zur westfäl. لندسکونده Persönlichkeiten aus Westfalen. جلد ۳. مونستر 1991. (به آلمانی)
- ویلهلم هاسنکلور در برگه‌دان کتابخانهٔ ملی آلمان
- Biographical portrait of Wilhelm Hasenclever by Konrad Beck بایگانی‌شده  در ۱ مارس ۲۰۰۳ توسط Wayback Machine (به آلمانی)
- Short biography of Wilhelm Hasenclever (به آلمانی)
- The Gotha programme of the SAP on Wikisource (به آلمانی)
- "Hasenclever, Wilhelm". New International Encyclopedia. 1905.